# Alfonso Carlos Santisteban Gimeno
Alfonso Carlos Santisteban Gimeno (Madrid, 28 de juny de 1943 - Màlaga, 24 de maig del 2013) va ser un compositor, arranjador, productor i director d'orquestra espanyol. Va dedicar la major part de la seva obra al cinema. Va posar la banda sonora a més de cinquanta pel·lícules, a més de sèries de televisió (entre elles La Barraca, Canyes i fang...) i sintonies per a programes de TVE (Aplauso, Bla, Bla, Bla, Sobremesa, Blanco y Negro...). En els anys 90 la companyia Subterfuge va reeditar part de la seva discografia. Va estar casat amb la desapareguda presentadora de televisió Marisa Medina, amb qui va tenir tres filles. El 1995 va publicar el llibre El mundo del espectáculo y la madre que lo parió  que va ser reeditat i actualitzat el 2004. Va morir el 24 de maig de 2013 a un hospital de Màlaga després de sofrir un càncer.

## Filmografia
- Sonata de estío (1982, TV)
- Sonata de primavera (1982, TV)
- La mujer del ministro (1981)
- Casta e pura (1981)
- Él y él (1980)
- El consenso (1980)
- Pasión prohibida (1980)
- La patria del rata (1980)
- Savana violenza carnale (1979)
- La Barraca (1979, TV)
- Las Siete magníficas y audaces mujeres (1979)
- Ésta que lo es... (1977)
- Nosotros que fuimos tan felices (1976)
- Música y estrellas (1976, TV)
- Palmarés (1976, TV)
- Esclava te doy (1976)
- Las desarraigadas (1976)
- Taxi love, servizio per signora (1976)
- El Comisario G. en el caso del cabaret (1975)
- De profesión: polígamo (1975)
- El Asesino de muñecas(1975)
- Como matar a papá... sin hacerle daño (1975)
- Las alegres vampiras de Vögel (1975)
- El vicio y la virtud(1975)
- Yo fui el rey (1975)
- No quiero perder la honra (1975)
- Juego de amor prohibido (1975)
- Las protegidas (1975)
- Vida íntima de un seductor cínico (1975)
- Obsesión (1975)
- Dick Turpin (1974)
- Doctor, me gustan las mujeres, ¿es grave? (1974)
- Los Caballeros del Botón de Ancla (1974)
- El Padrino y sus ahijadas (1974)
- Cebo para una adolescente (1974)
- Odio a mi cuerpo (1974)
- Onofre (1974)
- El asesino está entre los trece (1973)
- No es bueno que el hombre esté solo (1973)
- La venganza de la momia (1973)
- Señora doctor (1973)
- La red de mi canción (1971)
- Necrophagus (1971)
- La casa de los Martínez (1971)
- La Orilla (1971)
- Y mañana... un día cualquiera (1971)
- La Conquista de una vega (1971)
- Arte e historia en Lérida (1971)
- La montaña rebelde (1971)
- Los hombres las prefieren viudas (1970)
- Enseñar a un sinvergüenza (1970)
- ¿Por qué te engaña tu marido? (1969)
- Las panteras se comen a los ricos (1969)
- Diógenes (1966)